# Liste der Baudenkmäler in Hemmersheim
Auf dieser Seite sind die Baudenkmäler in der mittelfränkischen Gemeinde Hemmersheim zusammengestellt. Diese Tabelle ist eine Teilliste der Liste der Baudenkmäler in Bayern. Grundlage ist die Bayerische Denkmalliste, die auf Basis des Bayerischen Denkmalschutzgesetzes vom 1. Oktober 1973 erstmals erstellt wurde und seither durch das Bayerische Landesamt für Denkmalpflege geführt wird. Die folgenden Angaben ersetzen nicht die rechtsverbindliche Auskunft der Denkmalschutzbehörde.
 Diese Liste gibt den Fortschreibungsstand vom 15. April 2020 wieder und enthält 29 Baudenkmäler.
In dieser Kartenansicht sind Baudenkmäler ohne Koordinaten mit einem roten bzw. orangen Marker dargestellt und können in der Karte gesetzt werden. Baudenkmäler ohne Bild sind mit einem blauen bzw. roten Marker gekennzeichnet, Baudenkmäler mit Bild mit einem grünen bzw. orangen Marker.

## Ensembles

### Ensemble Ortskern Hemmersheim
Das Dorf Hemmersheim ist mit zahlreichen Urkunden seit dem Jahre 914 überliefert. Für die Zeit um 1800 sind 48 Häuser belegt, die zu zwei Dritteln würzburgisch waren, während das dritte Drittel bis auf einige ansbachische Höfe dem Deutschen Orden unterstand. Das Dorf ist zwar über diesem Baubestand hinausgewachsen, doch blieb die historische Struktur und Geschlossenheit von einer tragenden Achse bestimmend. Auch dass einst das Dorf zu zwei Dritteln katholisch und zu einem Drittel protestantisch gewesen ist, ist vermittels des monumentalen Baubestandes belegbar und anschaulich geblieben, Im Norden vor dem Dorf – jenseits der Gollach – steht die evangelische Pfarrkirche St. Kilian, die mit der von einem historischen Fußgängersteg überbrückten Gollachniederung durchaus an den historischen Umgriff des Dorfes anschließt. Dieser von einem ummauerten Friedhof umgebene Kirchenbau, der im Kern mittelalterlich ist, diente von 1650 bis 1765 als Simultankirche. Innerhalb des Ortes und ganz zentral gelegen wurde 1766/67 die neue katholische Pfarrkirche St. Kilian nach den Plänen des würzburgischen Hauptmannes und Architekten Michael Fischer errichtet. Auffallend ist die konsequente städtebauliche Einordnung der Kirche, was dazu führte, dass sie nicht geostet werden konnte, um so die barocke Turmfassade genordet in die südliche Straßenabwicklung einbinden zu können. Die gleichlautenden Patrozinien St. Kilian überliefern einerseits für beide Kirchen die alten religiösen Bindungen an Würzburg, andererseits hatte die doppelte Religionszugehörigkeit noch im 19. und 20. Jahrhundert die Folge von zwei Schulhäusern gehabt. 1881 wurde neben der katholischen Pfarrkirche das katholische Schulhaus errichtet, während 1906 im Westen ziemlich am Ende des Dorfes das protestantische Schulhaus errichtet worden ist. Von der älteren bäuerlichen Bausubstanz sind nur wenige Beispiele erdgeschossiger Bauten bzw. von Fachwerkbauten erhalten geblieben. Entscheidender dagegen ist die Prägung des typisch fränkischen Straßendorfes durch massive Kalksteinneubauten der zweiten Hälfte des 19. Jahrhunderts wie auch noch des früheren 20. Jahrhunderts. Diese teilweise reich historisierenden bäuerlichen Wohn- und Gasthäuser haben den stadtähnlichen Charakter des Dorfes entschieden verstärkt. Trotzdem wirkt der Straßenzug lebendig und abwechslungsreich, da sein Verlauf nicht geradlinig, sondern lebhaft ausschwingend geblieben ist, was von der zentralen und aus der Flucht tretenden barocken Kirchenfassade noch zusätzlich akzentuiert wird. Aktennummer: E-5-75-130-1.

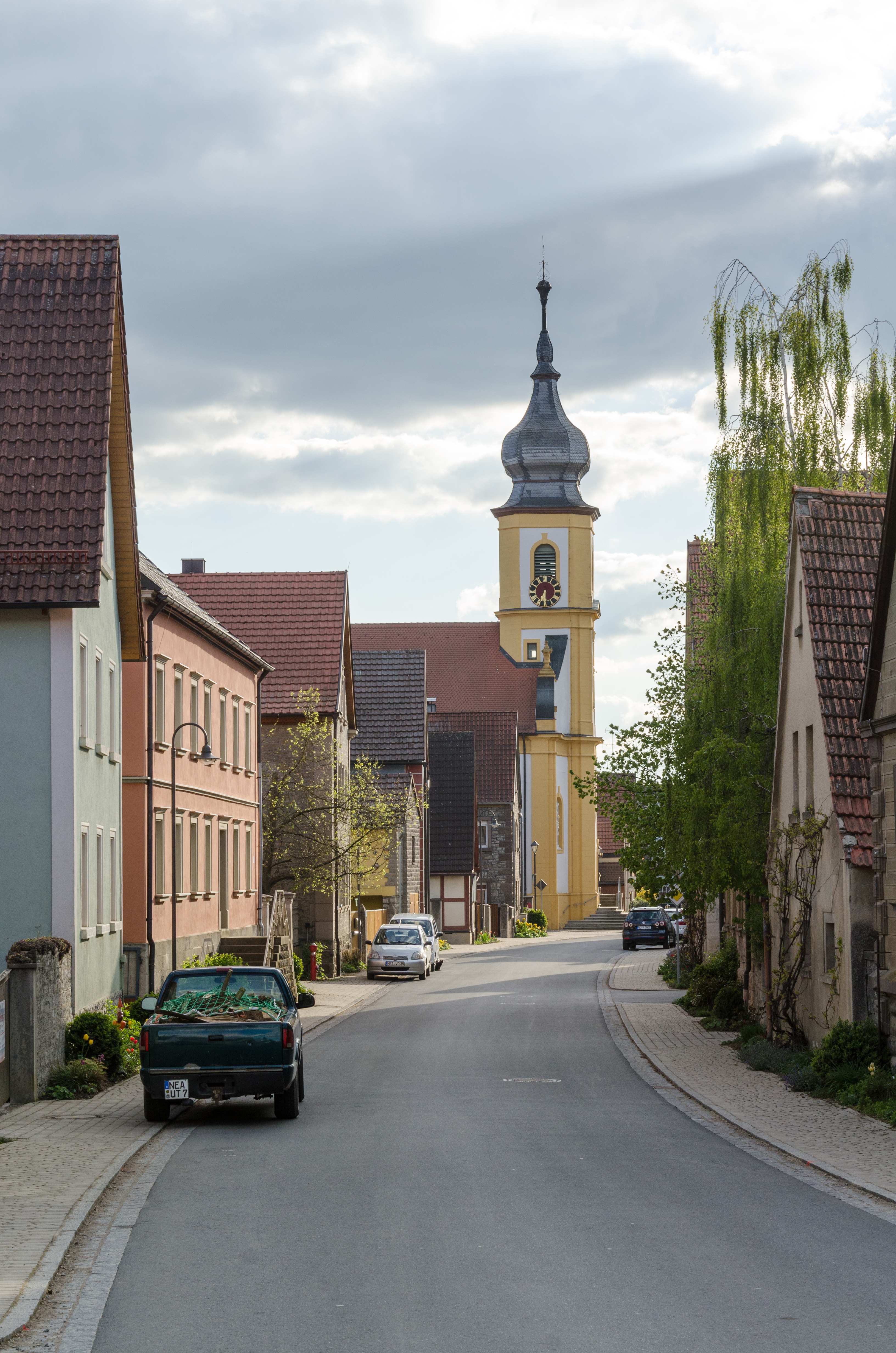
Dorfstraße 23–29
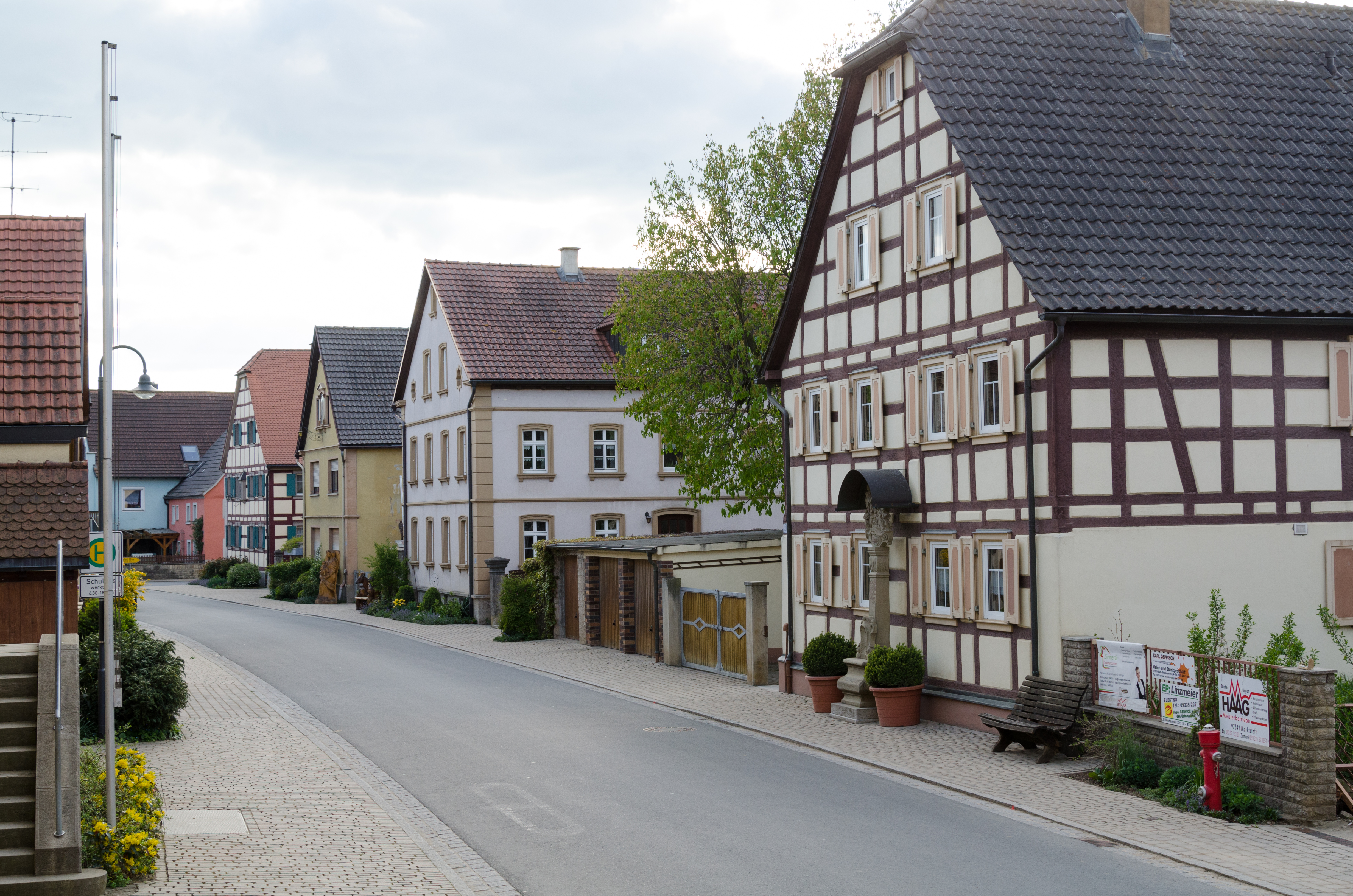
Dorfstraße 45, 44, 43, 42
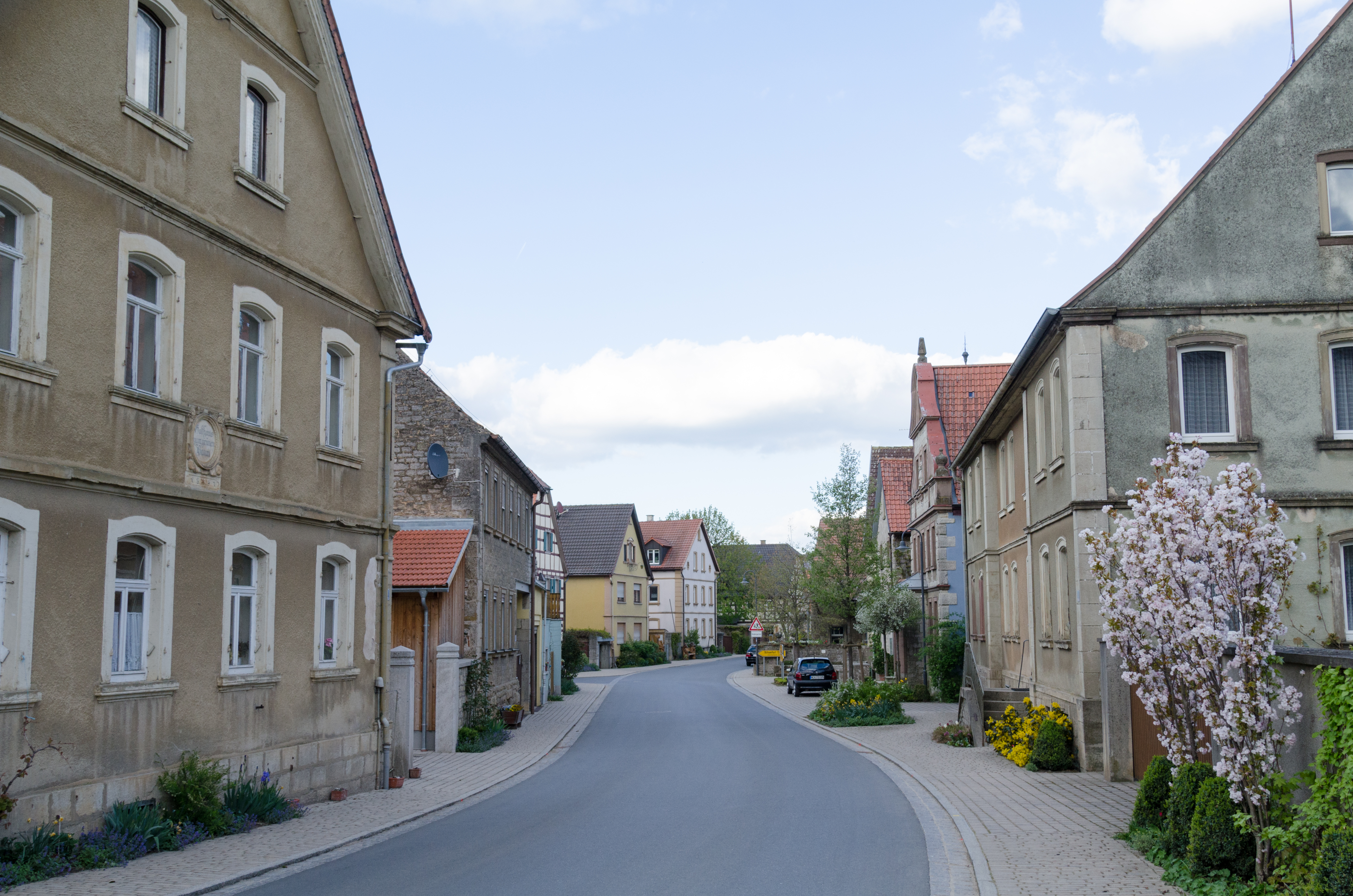
Dorfstraße 50, 49, 48, 45, 44, 43, 10, 9

## Baudenkmäler nach Gemeindeteilen

### Hemmersheim
| Lage                                                                                                | Objekt                                         | Beschreibung | Akten-Nr.              | Bild           |
| --------------------------------------------------------------------------------------------------- | ---------------------------------------------- | --- | ---------------------- | -------------- |
| Dorfstraße 10 (Standort)                                                                            | Hausfigur                                      | Steinrelief mit Pieta Darstellung in Kartuschenrahmen, 18. Jahrhundert | D-5-75-130-3 Wikidata  | weitere Bilder |
| Dorfstraße 14 (Standort)                                                                            | Ehemalige katholische Schulstelle              | Zweigeschossiger Traufseitbau mit Satteldach, Kalksteinquadermauerwerk, Hausteingliederung aus Sandstein, vorgelagerter zweiläufiger Außentreppe, 1882 | D-5-75-130-29 Wikidata | weitere Bilder |
| Dorfstraße 24 (Standort)                                                                            | Wohnteil eines ehemaligen Wohnstallhauses      | Eingeschossiger Satteldachbau mit Fachwerk, Ostwand teils massiv, um 1800 | D-5-75-130-4 Wikidata  | weitere Bilder |
| Dorfstraße, vor Nr. 30 (Standort)                                                                   | Bildstock                                      | Vierkantschaft mit Arma Christi Relief, Aufsatz zeigt Kreuzigung Christi, teils farbig gefasst, aus Buntsandstein, bezeichnet „1716“ | D-5-75-130-13 Wikidata | weitere Bilder |
| Dorfstraße, vor Nr. 42 (Standort)                                                                   | Bildstock                                      | Sandstein, bezeichnet „1789“ | D-5-75-130-11 Wikidata | weitere Bilder |
| Dorfstraße 35 (Standort)                                                                            | Ehemaliges Wohnstallhaus                       | Zweigeschossiger Satteldachbau aus Kalksteinquadermauerwerk mit Hausfigur am Giebel, Gurtgesims, Rahmungen mit Konsolen, Zahnschnittfries und teils mit Ornament, zweite Hälfte 19. Jahrhundert | D-5-75-130-5 Wikidata  | weitere Bilder |
| Dorfstraße 40 (Standort)                                                                            | Ehemaliges Wohnstallhaus                       | Zweigeschossiges verputztes Fachwerkhaus mit Gliederung, hölzernen Fensterrahmungen, Krüppelwalm, im Giebel Maria Immaculata aus Holz, Ende 18. Jahrhundert | D-5-75-130-6 Wikidata  | weitere Bilder |
| Dorfstraße 42 (Standort)                                                                            | Ehemaliges Wohnstallhaus                       | Zweigeschossiger Fachwerkbau mit Krüppelwalm, Traufseiten im Erdgeschoss verputzt, Anfang 19. Jahrhundert | D-5-75-130-7 Wikidata  | weitere Bilder |
| Dorfstraße 45 (Standort)                                                                            | Wohnstallhaus                                  | Zweigeschossiger Fachwerkbau mit Krüppelwalm, Westwand massiv mit Eckquaderung, Hausmadonna am Giebel aus gefasstem Holz 18.–19. Jahrhundert, bezeichnet 1816 | D-5-75-130-8 Wikidata  | weitere Bilder |
| Dorfstraße 50 (Standort)                                                                            | Ehemaliges Gasthaus                            | Zweigeschossiger massiver Satteldachbau mit Ecklisenen, verkröpften Gurtgesimsen und flachbogenförmigen Tür- und Fensterrahmungen, bezeichnet „1847“ | D-5-75-130-9 Wikidata  | weitere Bilder |
| Dorfstraße 53 (Standort)                                                                            | Wohnstallhaus                                  | Zweigeschossiger Kalksteinquaderbau teils Bruchstein mit Krüppelwalm und Hausteingliederung, erste Hälfte 19. Jahrhundert | D-5-75-130-10 Wikidata | weitere Bilder |
| Dorfstraße 55 (Standort)                                                                            | Wohnstallhaus                                  | Zweigeschossiger Kalksteinquaderbau mit Krüppelwalm, Gesimsen und flachbogigen Tür- und Fensterrahmungen aus Sandstein, bezeichnet „1865“ | D-5-75-130-26 Wikidata | weitere Bilder |
| Dorfstraße 57 (Standort)                                                                            | Ehemaliger Gasthof Schwarzer Adler             | Zweigeschossiger Satteldachbau mit Kalksteinquadermauerwerk, Eckquaderung, Akroteren, Gesimsen und profilierten Tür- und Fensterrahmungen aus Sandstein, bezeichnet „1895“ | D-5-75-130-27 Wikidata | weitere Bilder |
| Dorfstraße 60 (Standort)                                                                            | Katholische Pfarrkirche St. Kilian             | Saalbau mit Halbwalmdach und südlich anschließenden Polygonalchor, Turmfassade im Norden mit leicht vorspringenden, oktogonalem dreigeschossigen Turm mit Zwiebelhaube, Volutengiebel mit Vasenaufsätzen, Putz- und Hausteingliederung aus Sandstein, nach Plänen von Michael Fischer, 1766–67; mit Ausstattung | D-5-75-130-2 Wikidata  | weitere Bilder |
| Dorfstraße 67 (Standort)                                                                            | Wohnhaus                                       | Zweigeschossiger traufständiger Kalksteinquaderbau mit Satteldach, Eckquaderung, Gesimse, geohrte Fensterrahmungen und Türrahmung mit Rundbogengiebel aus Sandstein | D-5-75-130-28 Wikidata | weitere Bilder |
| Dorfstraße 67 (Standort)                                                                            | Hoftor mit Zaun                                | Zwei Steinpfeiler mit ein- und zweiflügligem Eisentor, anschließender Eisenzaun, bezeichnet „1894“ | D-5-75-130-28 Wikidata | weitere Bilder |
| Dorfstraße 69 (Standort)                                                                            | Austragshaus                                   | Eingeschossiger Mansardwalmdachbau mit Gauben auf Sandsteinquadersockel mit Zwerchhausrisalit, Windfang und Sandsteinrahmungen, in Formen des Heimatstils, 1922 | D-5-75-130-32 Wikidata | weitere Bilder |
| Kirchenäcker, südlich der evangelisch-lutherischen Pfarrkirche St. Kilian an der Gollach (Standort) | Hochwasserbrücke                               | Mehrbogiger gemauerter Fußgängersteg, 18./19. Jahrhundert | D-5-75-130-25 Wikidata | weitere Bilder |
| Kirchenäcker (Standort)                                                                             | Evangelisch-lutherische Pfarrkirche St. Kilian | Chorturmkirche, Turm mit schiefergedeckten Pyramidendach im Kern mittelalterlich, einschiffiges Langhaus mit Satteldach, verputztes Bruchsteinmauerwerk mit Hausteinrahmungen, 17./18. Jahrhundert; mit Ausstattung                                                                                             | D-5-75-130-1 Wikidata  | weitere Bilder |
| Kirchenäcker (Standort)                                                                             | Friedhof                                       | Mit Grabmälern des 19. Jahrhunderts, besonders klassizistische Sandsteinstele mit Vasenaufsatz von 1827 | D-5-75-130-1 Wikidata  | weitere Bilder |
| Kreisstraße NEA 41, am westlichen Dorfausgang (Standort)                                            | Bildstock                                      | Vierkantschaft mit drei Heiligenfiguren auf Sockel, Aufsatz mit Darstellung der Marienkrönung neugotisch, bezeichnet „1753“ | D-5-75-130-12 Wikidata | weitere Bilder |

### Gülchsheim
| Lage                           | Objekt                              | Beschreibung | Akten-Nr.              | Bild           |
| ------------------------------ | ----------------------------------- | --- | ---------------------- | -------------- |
| Burkertsbuck 5 (Standort)      | Wohnstallhaus                       | Zweigeschossiger Kalksteinbau mit Krüppelwalm und genuteten Ecklisenen, bezeichnet 1843 | D-5-75-130-15 Wikidata | Wohnstallhaus  |
| Obere Dorfstraße 45 (Standort) | Evangelisch-lutherische Pfarrkirche | Verputzter Bruchsteinmauerwerksbau mit Eckquaderung, Hausteinrahmungen und Gesimsen, Langhaus mit Satteldach, Turm mit Welscher Haube, Läutgeschoss aufgesetzt 1754/55, nördlicher Treppenanbau bezeichnet 1794, Westgiebel erneuert 1835, Sakristeianbau 19. Jahrhundert, Kirchenbau im Kern um 1300, zahlreiche Veränderungen im 16. und 18. Jahrhundert; mit Ausstattung | D-5-75-130-14 Wikidata | weitere Bilder |
| Obere Dorfstraße 45 (Standort) | Kirchhofmauer                       | Aus Bruchsteinmauerwerk | D-5-75-130-14 Wikidata | weitere Bilder |

### Lipprichhausen
| Lage                                                           | Objekt                                        | Beschreibung | Akten-Nr.              | Bild           |
| -------------------------------------------------------------- | --------------------------------------------- | --- | ---------------------- | -------------- |
| Kirchstraße 32 (Standort)                                      | Evangelisch-lutherische Pfarrkirche St. Maria | Eingeschossiger Saalbau aus verputzten Bruchsteinmauerwerk mit Hausteinrahmungen, Westturm mit Läutgeschoss aus Haustein und Pyramidendach im Kern aus 13. Jahrhundert, Langhaus mit Satteldach und Polygonalchor, zweite Hälfte 15. Jahrhundert, Emporeneingang bezeichnet „1723“, Vergrößerung der Fenster 1776, Rocaillerahmen an Südwand, spätes 18. Jahrhundert; mit Ausstattung | D-5-75-130-17 Wikidata | weitere Bilder |
| Nähe Kirchstraße (Standort)                                    | Friedhofsmauer                                | Bruchsteinmauerwerk mit Pforte zum Pfarrhaus, bezeichnet „1578“, nördlicher und westlicher Mauerverlauf jünger | D-5-75-130-17 Wikidata | weitere Bilder |
| Pfahlenheimer Weg (Standort)                                   | Steinkreuz                                    | Spätmittelalterlich | D-5-75-130-21          | BW             |
| Schulstraße 9 (Standort)                                       | Wohnstallhaus                                 | Eingeschossiger Fachwerkbau mit Krüppelwalm, bezeichnet „1818“ | D-5-75-130-18 Wikidata | weitere Bilder |
| Schulstraße 22 (Standort)                                      | Ehemaliges Wohnstallhaus                      | Eingeschossiger Satteldachbau mit genuteten Ecklisenen, Gurtgesimsen und Sandsteinrahmungen, bezeichnet „1850“ | D-5-75-130-20 Wikidata | weitere Bilder |
| Schulstraße 42, nördlich der Straße nach Gülchsheim (Standort) | Steinkreuz                                    | Auf nördlicher Rückseite Relief eines Schwertes, spätmittelalterlich | D-5-75-130-22 Wikidata | weitere Bilder |

### Pfahlenheim
| Lage                     | Objekt                                                      | Beschreibung | Akten-Nr.              | Bild           |
| ------------------------ | ----------------------------------------------------------- | --- | ---------------------- | -------------- |
| am Hemmersheimer Weg ()  | Ottildenbrunnen                                             | Brunnenstube von 1492, nicht nachqualifiziert, im Bayerischen Denkmal-Atlas nicht kartiert | D-5-75-130-31 Wikidata |                |
| Ringstraße 36 (Standort) | Evangelisch-lutherische Pfarrkirche St. Ursula und Wendelin | Chorturmkirche, dreigeschossiger Turm mit Pyramidendach um 1400, Langhaus mit Satteldach und Sakristei mit Pultdach 1474, Langhausnordwand versetzt, wohl 1667, Vergrößerung der Langhausfenster 1730; mit Ausstattung | D-5-75-130-23 Wikidata | weitere Bilder |
| Ringstraße 36 (Standort) | Friedhof                                                    | mit Grabmälern des 18. und 19. Jahrhunderts | D-5-75-130-23 Wikidata | weitere Bilder |
| Ringstraße 36 (Standort) | Friedhofsmauer                                              | In großen Teilen im Osten und Norden erhalten | D-5-75-130-23 Wikidata | weitere Bilder |